# Álvaro Gómez Becerra
Álvaro Gómez Becerra (Càceres, 26 de desembre de 1771 - Madrid, 23 de gener de 1855) fou un polític espanyol, ministre i cap de govern durant la minoria d'edat d'Isabel II d'Espanya.

## Biografia
Fill d'un carreter, va estudiar dret a la Universitat de Salamanca sota la protecció de Gonzalo María de Ulloa. Participà activament en la guerra del francès com a president de l'Associació Patriòtica de Càceres. Va formar part de la Junta de Govern de 1809 i de la regència de 1812. En 1813 fou nomenat jutge de primera instància i cap polític d'Extremadura.
Durant el Trienni Liberal fou elegit diputat per Extremadura i president de la Cambra des l'1 de juny de 1822 fins al 30 de juny de 1822, i del 7 de setembre de 1823 fins al 27 de setembre de 1823. Després de l'entrada dels Cent Mil Fills de Sant Lluís va exiliar-se a Gibraltar i després a Malta, on va residir fins a 1830, i d'allí va marxar a Marsella.
Va tornar el 1834, després de l'amnistia a la mort de Ferran VII d'Espanya. En març de 1836 fou escollit novament diputat per Càceres i en setembre de 1835 fou ministre de Gràcia i Justícia en el gabinet de Miguel Ricardo de Álava, càrrec que va repetir de 1840 a 1841 en els governs de Vicente Sancho y Cobertores i Baldomero Espartero i Joaquín María Ferrer Cafranga. També fou senador per Badajoz en 1837-1838, 1838-1839, 1839 i 1840 i per Toledo en 1842, així com senador vitalici en 1847.
Fou escollit cap de govern i ministre de Justícia de maig a juliol de 1943, càrrec del qual fou substituït per Joaquín María López López alhora que es declarava la majoria d'edat d'Isabel II d'Espanya. En 1848 fou bandejat a Conca.